# Vernie
Vernie is een gemeente in het Franse departement Sarthe (regio Pays de la Loire) en telt 285 inwoners (1999). De plaats maakt deel uit van het arrondissement Mamers.

## Geografie
De oppervlakte van Vernie bedraagt 10,0 km², de bevolkingsdichtheid is 28,5 inwoners per km².
De onderstaande kaart toont de ligging van Vernie met de belangrijkste infrastructuur en aangrenzende gemeenten.

## Demografie
Onderstaande figuur toont het verloop van het inwonertal (bron: INSEE-tellingen).